# Inocent IV.
Papa Inocent IV, rođen kao Sinibaldo Fieschi (Genova, potkraj 12. stoljeća - Napulj, 7. prosinca 1254.), jedan je od značajnih srednjovjekovnih Papa, koji je imao važnu ulogu u sukobu između carstva i papinstva.

## Rani životopis
Sinibaldo Fieschi je rođen kao šesto od desetoro djece svog oca Huga, grofa od Lavagne. Studirao je kanonsko pravo u Parmi i Bologni pod pokroviteljstvom jednog od svoja tri ujaka, koji su svi bili biskupi. Neko je vrijeme predavao kanonsko pravo u Bologni. Godine 1226. spominje se kao auditor Rimske kurije. Službovao je kao kanonik katedrala u Genovi i Parmi. Od 1228. je podkancelar Rimske Crkve. Posvećen je za biskupa Albenge 1235. Bio je znameniti stručnjak za kanonsko pravo. 

## Uzrok sukoba carstva i papinstva
Inocent IV jedan je od glavnih sudionika u sukobu između crkve i carstva. Fridrik II, car Svetog Rimskog Carstva, smatrao je da ima pravo nametnuti svoju carsku vlast (imperialis potestas), zbog čega je došao u sukob sa zahtjevom crkve za univerzalnom vlašću (universalis potestas). Taj su zahtjev teoretski razradili crkveni pravnici onoga vremena, među njima i Sinibaldo Fieschi. Prema toj teoriji, Papa je, kao Božji izaslanik na zemlji, u apstraktnom pravnom smislu posjedovao vrhovnu vlast, koja se protezala na sva kraljevstva, a u praktičnom smislu je zemaljsku vlast prepuštao caru i kraljevima. Kako Fridrik II nije bio voljan prihvatiti takvu koncepciju vlasti, došao je u sukob s Crkvom još za pontifikata Grgura IX, koji ga je ekskomunicirao. Sukob je došao do vrhunca za pontifikata Inocenta IV.

## Pontifikat
Nakon kratke vladavine Pape Celestina IV, Sveta je Stolica bila prazna više od godinu i pol dana prije no što je za novog Papu 25. lipnja 1243. izabran kardinal Sinibaldo Fieschi. Fridrik II odmah je počeo pregovore s novim Papom, nadajući se da će on povući ekskomunikaciju Grgura IX. No, Papa nije vjerovao Fridriku, te je, osjetivši da u Rimu nije siguran, u lipnju 1244. otišao u Genovu, u listopadu u Burgundiju, a zatim u prosincu 1244. u Lyon, gdje je boravio pod zaštitom francuskog kralja Luja IX sljedećih 6 godina. 
U siječnju 1245. sazvao je koncil koji se održao u Lyonu na ljeto sljedeće godine. Uzalud je Fridrik pokušao spriječiti održavanje koncila, držeći u zatočeništvu više od stotinu biskupa. Na koncilu su razmatrana tri problema: pitanje Cara, oslobađanje Svetog groba i obrana kršćanstva od navale Mongola. Car Fridrik II je osuđen, njegovi su podanici oslobođeni obveze lojalnosti prema njemu, a on je optužen za krivokletstvo, svetogrđe i herezu. Sam Papa nagovarao je njemačke prinčeve da izaberu novog cara, te su oni u svibnju 1246. za cara imenovali tirinškog grofa (landgrafa) Henrika Raspea, a nakon njegove smrti 1247, Vilima Holandskog. 
Papa je bio odlučan u namjeri da uništi Fridrika. Više je puta izjavio da nikada više niti jedan Hohehenstaufen neće biti car. Fridrikov položaj u Njemačkoj ipak je ostao čvrst, ali je oslabio u sjevernoj Italiji, gdje je, nakon pobune u Parmi 1247, Fridrikova vojska poražena. Nakon smrti Fridrika II 1250,Inocent IV se vratio u Rim u listopadu 1253, nastavivši borbu s Fridrikovim sinom Konradom IV. Nakon Konradove smrti, papinsku je vojsku u bici kod Foggie(2. prosinca 1254.) potukao Manfred, nezakoniti sin Fridrika II, koji je bio regent Konradinu, malodobnom sinu Konrada IV. Ubrzo nakon toga, Inocent IV umro je u Napulju.

## Povijesna procjena
Povjesničari procjenjuju pontifikat Inocenta IV uglavnom kroz prizmu njegova sukoba s Fridrikom II, no djelovanje Inocenta IV nije bilo usmjereno samo na sukob s carstvom, već i na druge europske probleme onoga vremena. Uznemiren pozivima kršćana u Palestini, potaknuo je Luja IX na križarski rat koji je završio kraljevim zarobljeništvom 1250. Poslao je misiju mongolskom Kanu, nastojeći zaustaviti navale Mongola na istoku Europe. Uspostavio je kontakt s istočnom crkvom, radeći na ekumenskom ujedinjenju s Rusijom. Poslao je misije u Prusiju i Armeniju. Oni povjesničari koji u caru Fridriku II vide preteču borbe za svjetovnu državu, osuđuju Papine univerzalističke težnje. Crkveni povjesničari, s druge strane, ističu ga kao velikog kanonista i pobornika ljudskog dostojanstva.